# Incident met Chinese ballon 2023

Vluchtroute van de ballon

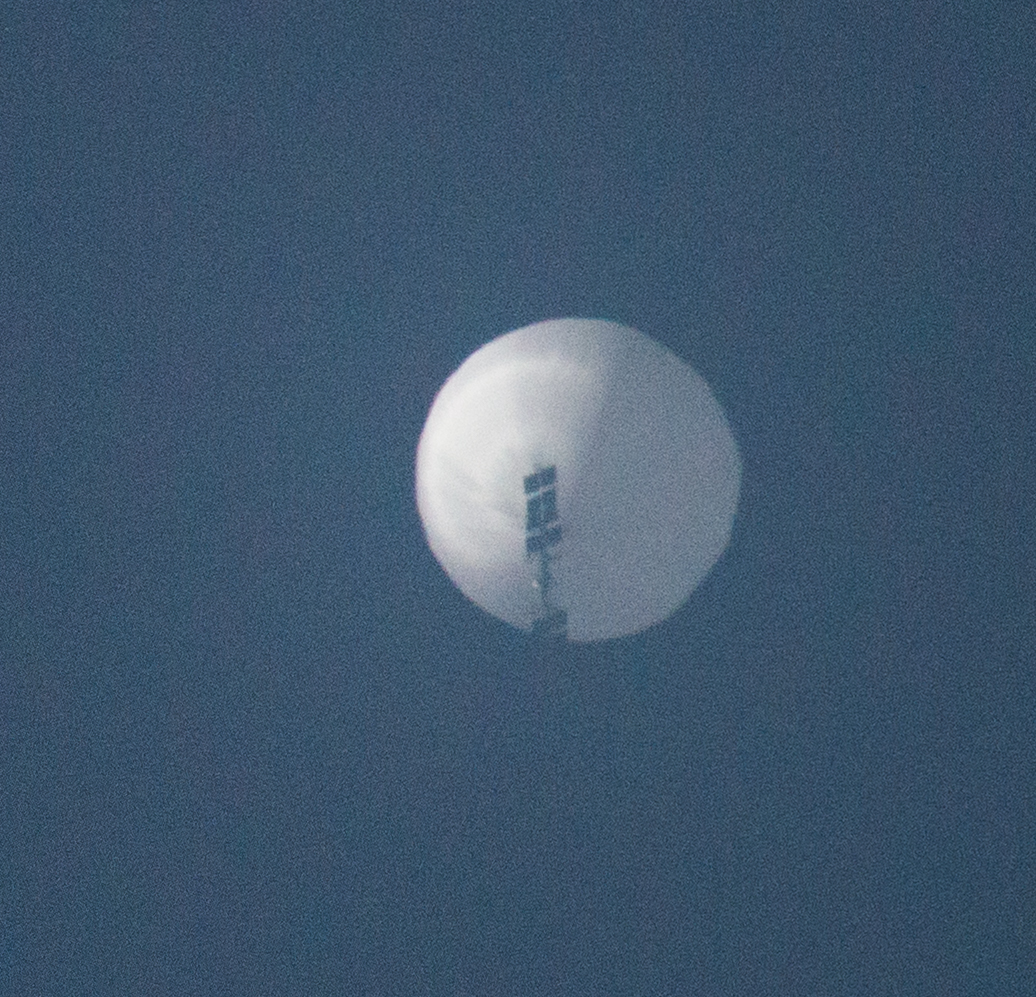
De ballon gefotografeerd vanuit Billings (Montana)

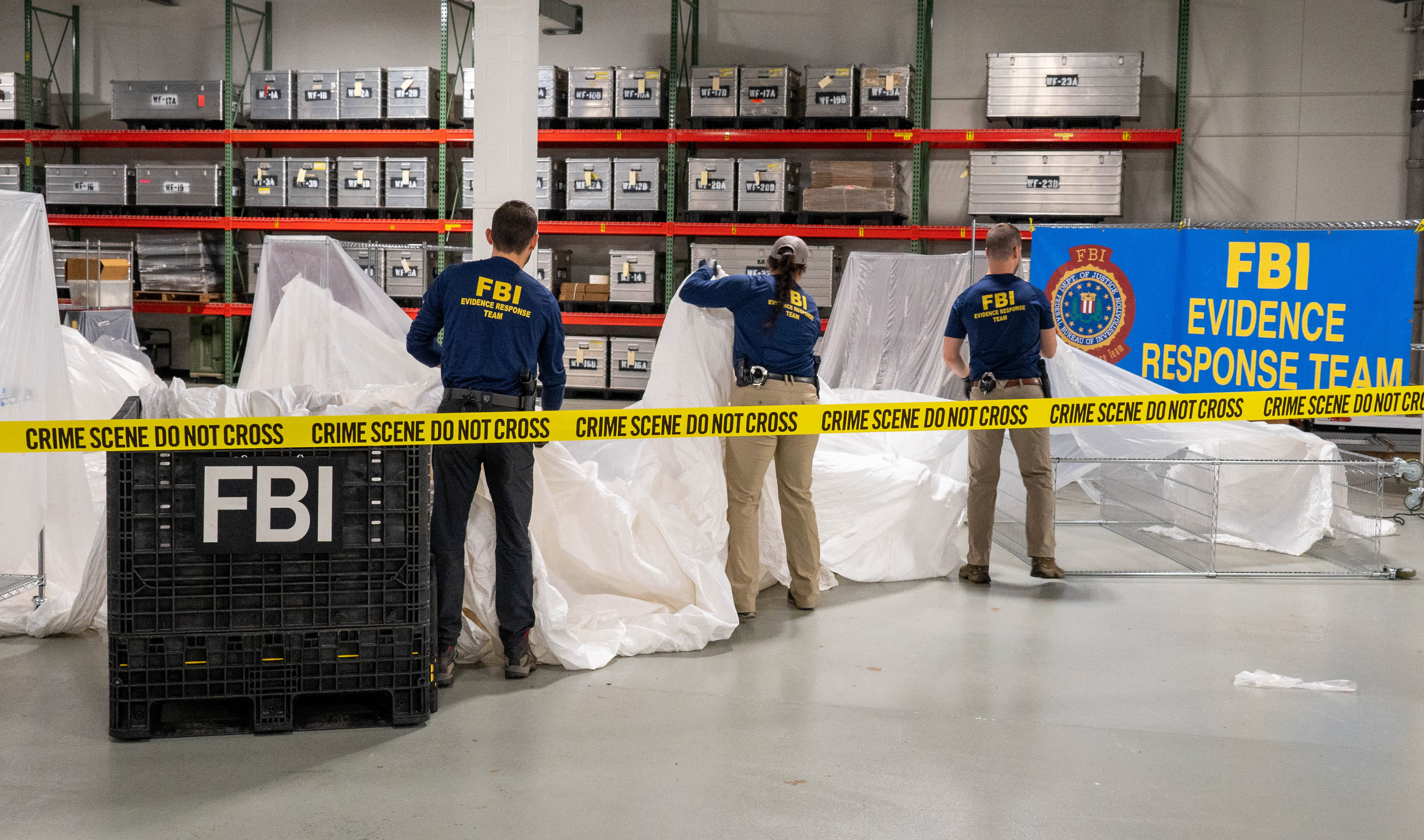
Overblijfselen van de ballon

Van 28 januari tot 4 februari 2023 werd op grote hoogte een door China bediende, grote witte ballon gezien in het Noord-Amerikaanse luchtruim, inclusief Alaska, West-Canada en de aangrenzende Verenigde Staten. De Amerikaanse en Canadese legers beweerden dat de ballon voor surveillance was, terwijl de Chinese regering beweerde dat het een civiel meteorologisch onderzoeksluchtschip was dat uit koers was geblazen. Op 4 februari schoot de Amerikaanse luchtmacht de ballon neer boven de territoriale wateren voor de kust van South Carolina, op bevel van president Joe Biden.
Het incident zette de betrekkingen tussen de Verenigde Staten en China onder druk en bracht de Amerikaanse minister van Buitenlandse Zaken Antony Blinken ertoe een diplomatiek bezoek aan Peking uit te stellen, dat zijn eerste zou zijn sinds 2018. Het zette ook de betrekkingen tussen Canada en China verder onder druk, aangezien Canada de Chinese ambassadeur ontbood vanwege de schending van het Canadese luchtruim. 
Overblijfselen van de ballon werden teruggevonden en voor analyse naar het FBI-laboratorium in Quantico, Virginia gestuurd.

## Andere incidenten
Op 3 februari zei het Amerikaanse ministerie van Defensie dat een tweede Chinese ballon boven Latijns-Amerika vloog, waarvan China zei de eigenaar te zijn. Het Costa Ricaanse directoraat van de luchtvaart bevestigde de inbreuk door een object dat "niet van Costa Ricaanse origine" was. De Colombiaanse luchtmacht deelde mee dat het een object "dat leek op een ballon" had opgemerkt op 17.000 m hoogte met een snelheid van 46 km/h. Waarnemingen werden ook gemeld door Venezuela, meer specifiek uit Maracaibo. Op 6 februari bevestigde een woordvoerster van de Chinese regering, Mao Ning, dat de ballon aan China toebehoorde, en dat hij werd gebruikt voor "testvluchten" en uit koers was geraakt, net zoals de ballon boven Noord-Amerika.
Op 10 februari werd een ander object op grote hoogte neergeschoten in de buurt van Deadhorse, Alaska boven de Beaufortzee; de National Guard van Alaska probeert het te bergen.
Op 11 februari werd een "klein, cilindrisch object" neergeschoten boven de Yukon Territory in Canada. 
Op 12 februari schoot het Amerikaanse leger een onbekend object neer boven het Huronmeer. 